# Barnesita
La barnesita és un mineral de la classe dels òxids, que pertany al grup de la hewettita. Va ser anomenada en honor de William Howard Barnes (1903-1980).

## Característiques
La barnesita és un òxid de fórmula química Na₂V5+
6O16·3H₂O. Cristal·litza en el sistema monoclínic. Apareix en petits grups de cristalls fibrosos subparal·les o radiants, allargat al llarg de [010], de fins a 0,5 mm; també en agregats esfèrics, i com recobriments botroidals o en aparença de vellut. La seva duresa a l'escala de Mohs és 3.
Segons la classificació de Nickel-Strunz, la barnesita pertany a «04.HG: V[5+, 6+] vanadats. Òxids de V sense classificar» juntament amb els següents minerals: vanalita, fervanita, huemulita, vanoxita, simplotita, navajoïta, delrioïta, metadelrioïta, hendersonita, grantsita, lenoblita i satpaevita.

## Formació i jaciments
La barnesita va ser descoberta a la mina Cactus Rat, a Cisco (Utah, Estats Units). També ha estat descrita als Estats Units, Grècia, Itàlia i el Kazakhstan.
Sol trobar-se associada a altres minerals com: metahewettita, thenardita, bokita, hewettita, metahewettita, jarositea, alunita, guix i barita.